# Gmina Klukowo
Die Gmina Klukowo ist eine Landgemeinde im Powiat Wysokomazowiecki der Woiwodschaft Podlachien in Polen. Ihr Sitz ist das gleichnamige Dorf (litauisch Klukovas) mit etwa 600 Einwohnern.

## Gliederung
Zur Landgemeinde Klukowo gehören weiter Dörfer mit 37 Schulzenämtern:
Dzikowiny
Gródek
Janki-Wiktorzyn
Kaliski
Kapłań
Klukowo
Klukowo-Kolonia
Kostry-Podsędkowięta
Kostry-Śmiejki
Kuczyn
Lubowicz-Byzie
Lubowicz Wielki
Lubowicz-Kąty
Łuniewo Małe
Łuniewo Wielkie
Malinowo
Piętki-Basie
Piętki-Gręzki
Piętki-Szeligi
Piętki-Żebry
Sobolewo
Stare Kostry
Stare Warele
Stare Zalesie
Trojanowo
Trojanówek
Usza Mała
Usza Wielka
Wyszonki-Błonie
Wyszonki Kościelne
Wyszonki-Klukówek
Wyszonki-Nagórki
Wyszonki-Włosty
Wyszonki-Wojciechy
Wyszonki-Wypychy
Żabiniec
Żebry Wielkie